# Fédération des étudiants libéraux
La Fédération des Étudiants Libéraux (FEL) est une organisation de jeunesse politique belge indépendante, rassemblant l'ensemble des cercles et mouvements étudiants libéraux présents sur les campus étudiants de la Fédération Wallonie-Bruxelles. La Fédération des Étudiants Libéraux défend et propage, selon ses statuts, les principes fondamentaux de liberté, de responsabilité et de solidarité sur les plans politique, économique, social et culturel. La FEL est membre de Jeunes & Libres, la fédération d’Organisations de Jeunesse libérales reconnue par la Fédération Wallonie-Bruxelles.

## Historique

### La naissance des Étudiants Libéraux (1836)
Les Étudiants Libéraux sont apparus quelques années seulement après la création de la Belgique : fondé au cours de l'année académique 1835-1836, le groupe constitue par ailleurs le premier cercle étudiant de l'Université libre de Bruxelles, ainsi que l’une des premières formations politiques libérales du pays, le Parti libéral n’allant être fondé que 10 ans plus tard. S’inspirant des libéraux de l’époque comme Pierre-Théodore Verhaegen, ils contribuent à l’émergence d’un libéralisme progressiste et anticlérical, étroitement liés au contexte de la fondation de l’Université du libre-examen. Le Cercle des Étudiants Libéraux de l’ULB restera durant longtemps le seul cercle politique de l’ULB.
C’est ensuite à Liège, quelques années plus tard, que les Étudiants Libéraux se développent. Les étudiants liégeois se fédèrent en 1895, la Fédération des Étudiants Libéraux Unis est née… Les Étudiants Libéraux de Bruxelles et de Liège constitueront, jusqu’à aujourd’hui, les principaux bastions francophones de l’action libérale étudiante.
Les Étudiants Libéraux se retrouvent autour de valeurs communes, celles d’un libéralisme du progrès. Ainsi, ils seront des ardents défenseurs du suffrage universel, obtenu en 1919.

### L'émergence des Étudiants Libéraux flamands (1930)
Le début de XXe siècle verra naître les Étudiants Libéraux flamands (Liberaal Vlaams Studentenverbond), à Gand en 1930 puis à Bruxelles en 1937. Comme leurs pendants francophones, ils constitueront les plus importantes associations politiques sur les campus.
Les Étudiants Libéraux francophones et néerlandophones connaîtront durant l’occupation allemande de 1940-1945 une période difficile. Certains d’entre eux rejoindront la résistance, comme au sein du Groupe G à l’ULB. Les liberale studenten éditeront un journal clandestin (Den kleinen Belg). Ces actes antifascistes aboutiront à la déportation de certains étudiants libéraux, comme l’ancien président Frans De Hondt.

### La Fédération belge des Étudiants Libéraux
Avec la naissance de nouvelles sections, à Namur, Louvain, Anvers, Mons et Courtrai, les Étudiants Libéraux de tout le pays se rassemblent. La Fédération belge des Étudiants Libéraux (FBEL) est née. Elle jouera notamment un rôle important au sein du Parti libéral, également encore national. Les Étudiants Libéraux se caractériseront ainsi, vis-à-vis du PLP, par leurs impulsions idéologiques, leur esprit naïf, leur attitude critique et leur culture du débat.
Cette union ne durera qu’un temps. Début des années ’70, la FBEL se scinde alors que l’aile néerlandophone, autour d’un certain Guy Verhofstadt, entend donner un ton plus régional au discours politique des Étudiants Libéraux. Cette époque sonnera également le glas d’un parti libéral unitaire. 

### La Fédération des Étudiants Libéraux (1974)
C’est dans ce contexte linguistique que les Étudiants Libéraux des campus francophones se retrouveront au sein de la Fédération des Étudiants Libéraux (FEL), fondée par l’ulbiste Willem Draps, en 1974.
Alors que Mai 68 aura regretté le silence des étudiants libéraux ; attitude qui leur vaudra l’étiquette de « fils de riches » et une certaine démobilisation dans les rangs libéraux, les premières années de la FEL seront placées sous l’action et le combat contre les idées marxistes. La guerre du Vietnam aura eu pour conséquence une opposition souvent fort virulente entre les étudiants communistes et les étudiants libéraux. La lutte sera tellement importante que les étudiants libéraux seront bientôt considérés comme des « révolutionnaires » refusant le joug des dictatures communistes.
Les étudiants libéraux s’engageront également dans de grandes questions de société très philosophiques. Ainsi, ils militeront notamment pour le droit à l’avortement ou celui de l’euthanasie. Probablement sous l’influence des comités du Cercle des Étudiants Libéraux de l’ULB, la FEL conservera, jusqu’à aujourd’hui, une attitude critique face à l’ouverture des portes du Parti libéral aux milieux catholiques, réorientation idéologique amorcée déjà en 1959.
Les Étudiants Libéraux auront, au fil des dernières décennies, perdu en force vis-à-vis du parti libéral, au contraire probablement de leurs collègues flamands. La direction du PRL par des hommes forts, la baisse de la mobilisation des étudiants libéraux fin des années ’90 et l’élargissement du parti auront placé la FEL en périphérie de leur formation politique de référence.
Les Étudiants Libéraux se sont caractérisés par leur indépendance vis-à-vis du parti, parfois exercée de manière insolite comme lors de l’accord PRL-FDF-MCC, en 1998, alors que les étudiants libéraux s’opposaient à une alliance avec l’ancien président du PSC.
Entre 1999 et fin 2001, la FEL sera laissée pour morte alors que ses sections sont pourtant particulièrement actives sur les différents campus mais de manière autonome. Face à ce constat, en 2002, les sections de l’ULB et de l’UCL décident la relance de la Fédération. Un nouveau comité sera mis en place, présidé par Samuel Wauthier, alors président des étudiants libéraux de l’UCL. La FEL sera rapidement opérative.
Depuis 2002, la FEL connaîtra un nouvel envol.[non neutre] Les comités successifs relanceront une publication nationale (FEL-direct), développeront de nouvelles sections (Mons, Charleroi et Hautes-Écoles de Bruxelles), organiseront des débats propres à la FEL, réagiront par voie de communiqués de presse sur l’actualité, etc.
De 2003 à 2006, la Fédération sera présidée par Gautier Calomne, ancien président du Cercle des Étudiants Libéraux de l’ULB. La FEL redeviendra alors le lieu essentiel de réflexion, particulièrement progressiste, des étudiants libéraux. Alors qu’elle fête son trentenaire, la FEL adoptera le slogan « La liberté garde des idées », signe sans conteste de sa volonté de reprendre une place prépondérante dans les débats de société, celle des Étudiants Libéraux.
Quelques réflexions menées par la FEL, depuis 2003, la distingueront.[Interprétation personnelle ?] Elle se positionne successivement en faveur du mariage par les couples de même sexe, d'une plus grande vigilance vis-à-vis de l’Église de scientologie, en faveur du maintien du latin à l’école, en faveur d’un refinancement de l’enseignent supérieur, en faveur de l’ouverture de l’adoption aux couples gay, en faveur de cours de formation à la neutralité religieuse, en faveur de l’ouverture du droit de vote aux étrangers non-européens.
De novembre 2006 à octobre 2009, la FEL est présidée par l'ancien président du Cercle des Étudiants Libéraux de l’ULB, Arnaud Van Praet. Avec lui, la Fédération amorce différentes réformes : changement de logo et développement sur les campus par de larges campagnes de visibilité, instauration du Bureau politique national comme lieu de débat principal des sections locales. La fédération renoue aussi avec les Congrès politiques disparus depuis 10 ans, etc.

### Revues des étudiants libéraux
Dans les années 2000, la FEL a activement poursuivi sa volonté de diffuser les idées libérales auprès des étudiants. Elle a ainsi publié plusieurs revues destinées à promouvoir ces valeurs en abordant des sujets d’actualité politique et sociale. Ces magazines présentent des réflexions sur des thèmes variés, notamment l’enseignement supérieur, ainsi que des articles d’opinion rédigés par des étudiants impliqués dans les sections locales de la FEL. Cherchant constamment à évoluer et à renforcer ses liens avec les étudiants, la FEL a d’abord lancé le magazine « FEL-direct », suivi de « L’Étudiant Libéral », remplacé plus tard par le « Libertine ». En septembre 2019, c’est le « Blue Line » qui a vu le jour. Ce magazine, composé d’une quarantaine de pages, s’articule autour d’un dossier central et propose une variété d’articles, tels que des analyses, des interviews, des cartes blanches ou des billets d’humeur. Également active sur les réseaux sociaux, la FEL utilise Facebook, Instagram et TikTok pour partager ses activités, ainsi que pour véhiculer ses idées et ses opinions.

## Sections de la FEL
- CEL ULB
- ADEL Saint-Louis
- CEL Louvain-La-Neuve
- CEL Namur
- CEL Mons
- CEL ICHEC
- FELU Liège
- CEL Charleroi

## Personnalités passées par les Étudiants Libéraux
- Daniel Bacquelaine (1952-)
- Willy Borsus (1962-)
- André Damseaux (1937-2007)
- Herman De Croo (1937-)
- Karel De Gucht (1954-)
- Willem Draps (1952-)
- Daniel Ducarme (1954 -2010)
- Baron André Jaumotte
- Françoise Schepmans (1960-)
- Jacques Simonet (1963-2007)
- Guy Verhofstadt (1953-)

## Présidents de la Fédération des étudiants libéraux
- Nathan Berckmans 2024-
- Diego D'Addato 2023-2024
- Omer Candan 2021-2023
- Adrien Pironet 2019-2021

## Aspects politiques
Le  Cercle des Étudiants Libéraux de l'Université Libre de Bruxelles, créé en 1836, est une organisation membre de la Fédération des étudiants libéraux ASBL (en abrégé, FEL). C’est un cercle politique de l’Université Libre de Bruxelles (ULB). Son objet social est la  défense  et  la  promotion  du  libéralisme  moderne et  de  ses  principes.